# Barbara Brändli
Barbara Brändli (* 21. November 1932 in Schaffhausen; † Dezember 2011 in Caracas) war eine Schweizer Fotografin.

## Leben und Werk
Barbara Brändli war die Tochter des Hans Brändli und der Kläri, geborene Hofer († 1944), und besuchte in Basadingen und in Diessenhofen die Schule. Anschliessend liess sie sich in Basel und Genf zur klassischen Balletttänzerin ausbilden. Von 1951 bis 1956 hielt sie sich zur weiteren Ausbildung in Paris auf, wo sie bald feststellen musste, dass sie schon zu alt für eine Ballettkarriere war.
Um ihren Unterhalt in Paris zu verdienen, arbeitete sie in der Modebranche für Zeichner und Fotografen als Modell und begann sich für die Fotografie zu interessieren. In Paris lernte Brändli den aus Venezuela stammenden Architekten Augusto Tobito Acevedo kennen, der eine Assistenzstelle bei Le Corbusier hatte; die beiden heirateten 1957. Im selben Jahr kam ihre gemeinsame Tochter in Frauenfeld zur Welt.
Als ihr Mann 1959 an die Zentraluniversität von Caracas berufen wurde, zog die Familie dorthin. Brändli lernte dort Persönlichkeiten aus der venezolanischen Kulturwelt kennen und begann ihre autodidaktische Karriere als Fotografin. So dokumentierte sie die kulturelle Szene Venezuelas u. a. des Tanzes, der Musik, des Theaters und der Architektur.
Ab den 1960er Jahren konzentrierte sich Brändli auf die anthropologische Fotografie und die Erforschung der verschiedenen ethnischen Gruppen und Völker Venezuelas. So dokumentierte sie das Leben der indigenen Stämme der Ye’kuane, der Waika und der Yanomami am Orinoko-Fluss (Alto Orinoco).
Ihre erste Ausstellung fand 1962 im «Museo de Bellas Artes» in Caracas statt. 1968 wurde sie von der Universität von Los Angeles engagiert, um ihre Forschungen über die Yanomami-Gemeinschaft fortzusetzen und ihre Fotografien an der Universität auszustellen.
Ihre Fotografien wurden in zahlreichen Zeitschriften publiziert u. a. in Geo, Du und im französischen Photo Magazine.
Während Brändli ihre Forschungen und fotografischen Illustrationen über das Leben und die Riten der verschiedenen Kulturen und Völker Venezuelas fortsetzte, produzierte sie von 1962 bis 1975 auch Tanz- und Theaterfotografien sowie eine Reportage über die venezolanischen Anden. Brändli trug massgeblich zur Entwicklung der anthropologischen Fotografie und der zeitgenössischen südamerikanischen Fotografie bei.
Mitte der 1970er Jahre verbrachte Brändli viel Zeit in Mucuchíes und unterstützte die einheimischen Textilhandwerker dabei, ihr Wissen zu bewahren und es den nachfolgenden Generationen weiterzugeben. Nach Brändlis Tod wurde ihre Asche zusammen mit dem ein paar Monate später verstorbenen Mann in Mucuchíes verstreut.
Das Schweizer Fernsehen sendete am 3. August 2000 in der Sendung «Fernweh» ein Porträt über Brändlis Leben. Nach ihrem Tod wurde Brändlis Werk vom spanischen Forscher Horacio Fernández aufbewahrt.

## Preise und Auszeichnungen
- 1966: Nationaler Fotopreis, mit Claudio Perna
- 1980: Preis für das beste Buch der «Biblioteca Nacional»
- 1996: Nationaler Fotopreis der Stadt Caracas
- 1994: Preis «Premio Nacional de Fotografía» von Venezuela, für ihr Gesamtwerk[3]
- 2004: «National Photography Award» für ihre herausragende Arbeit in Venezuela